# هالدون دورمن
هالدون دورمن یا خلدون دورمن (ترکی استانبولی: Haldun Dormen؛ زادهٔ ۵ آوریل ۱۹۲۸) بازیگر و کارگردان فیلم اهل جمهوری ترک قبرس شمالی است. او فعالیت حرفه‌ای خود را از سال ۱۹۶۵ آغاز کرد.